# Lee Seung-hoon (Boxer)
Lee Seung-hoon (* 26. Juli 1960 in Chungcheongbuk-do, Südkorea) ist ein ehemaliger südkoreanischer Boxer im Superbantamgewicht. Er wurde von Ho-Yun Chun gemanagt.

## Profi
Am 30. Juli im Jahre 1977 gab er erfolgreich sein Profidebüt. Am 18. Januar des Jahres 1987 wurde er Weltmeister der IBF, als er Prayurasak Muangsurin durch technischen K. o. in Runde 9 bezwang. Diesen Gürtel verteidigte er insgesamt dreimal und hielt ihn bis zum darauffolgenden Jahr.
Im Jahre 1989 beendete er seine Karriere.